# Bèo cám ba sóng
Bèo cám ba sóng (danh pháp khoa học: Lemna trisulca) là một loài thực vật có hoa trong họ Ráy (Araceae). Loài này được L. mô tả khoa học đầu tiên năm 1753.

## Hình ảnh

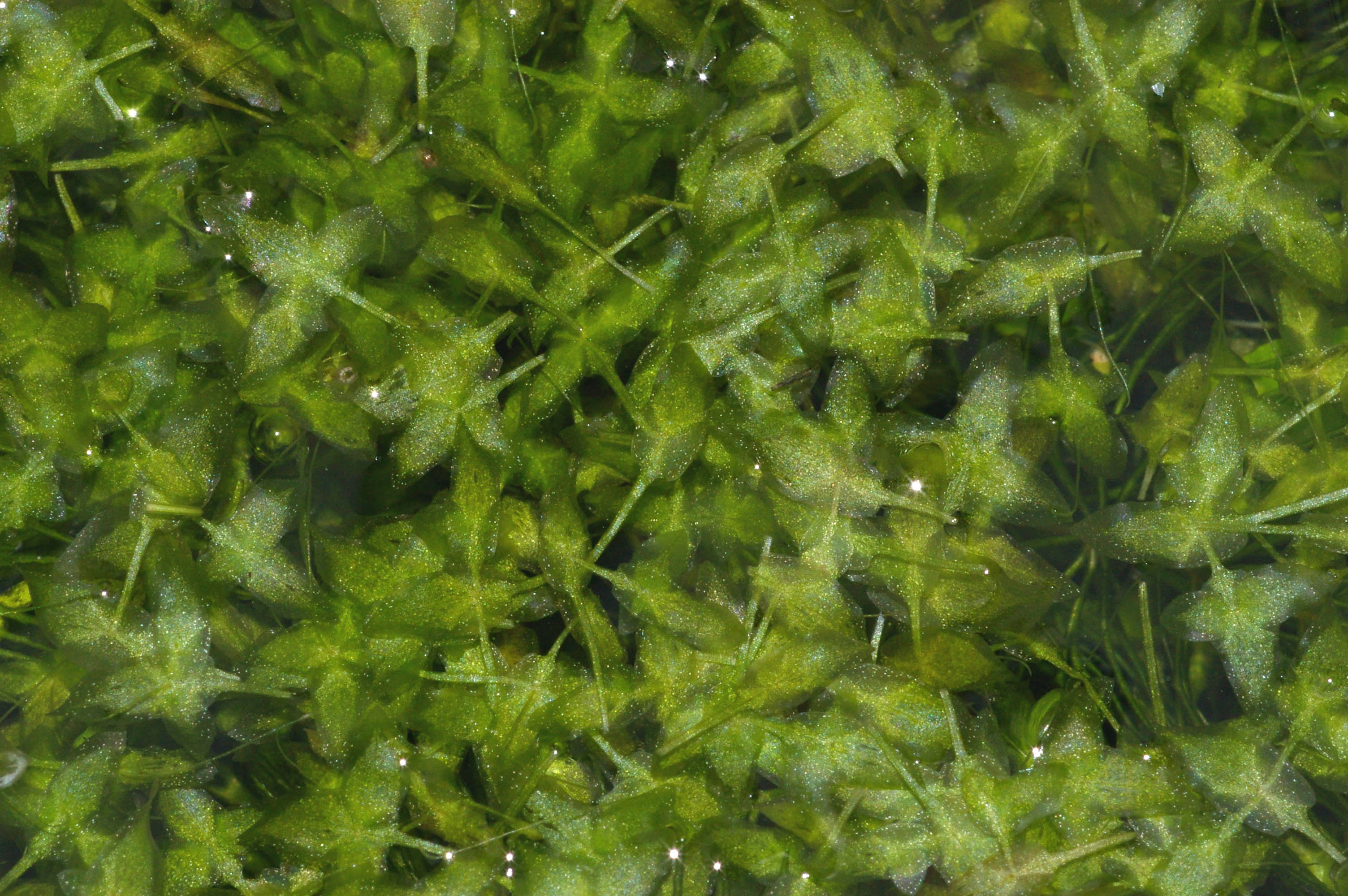
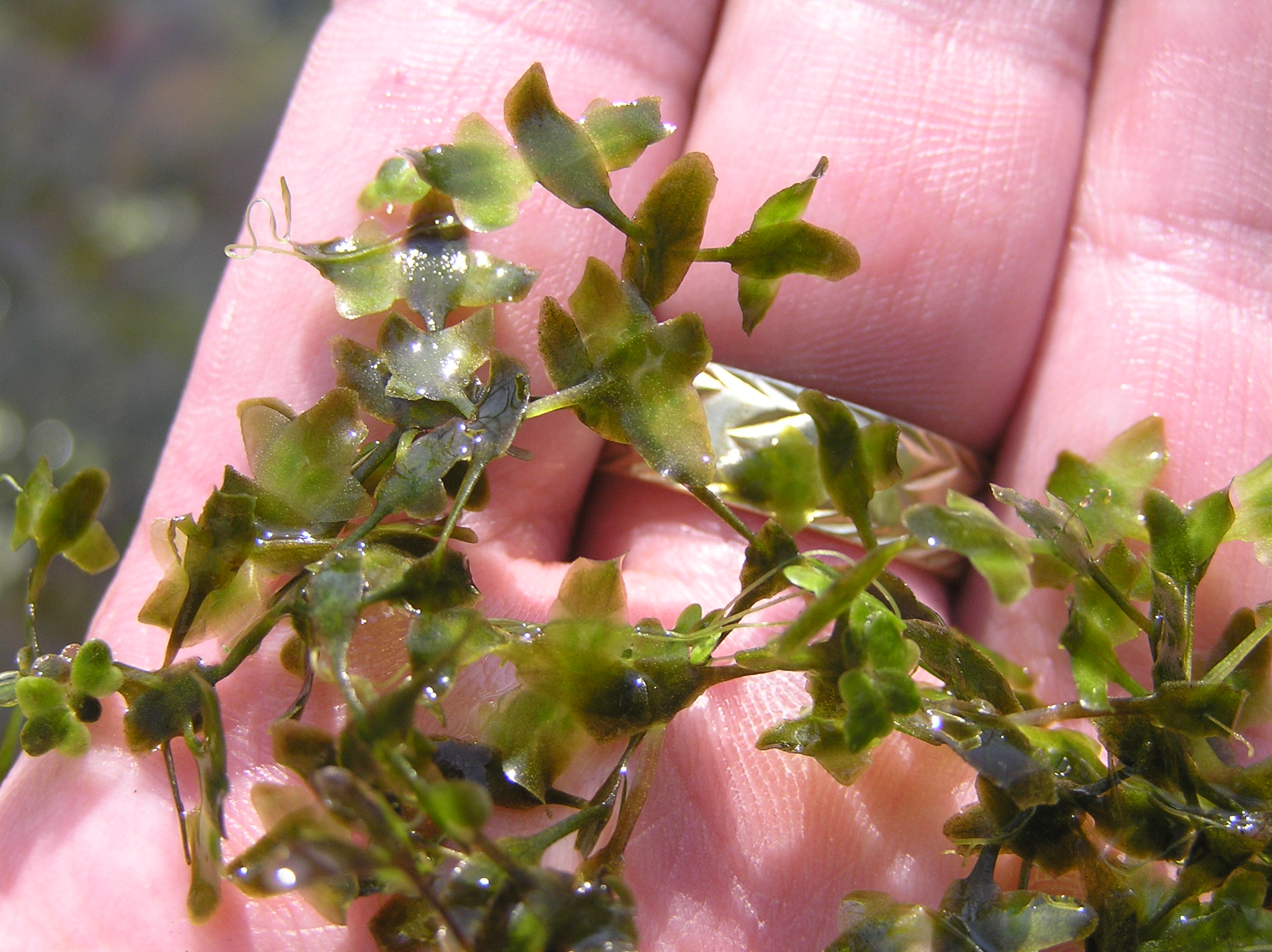
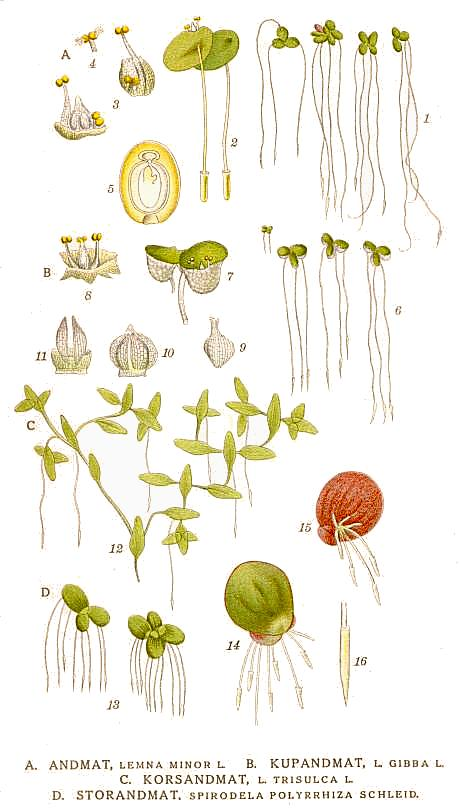
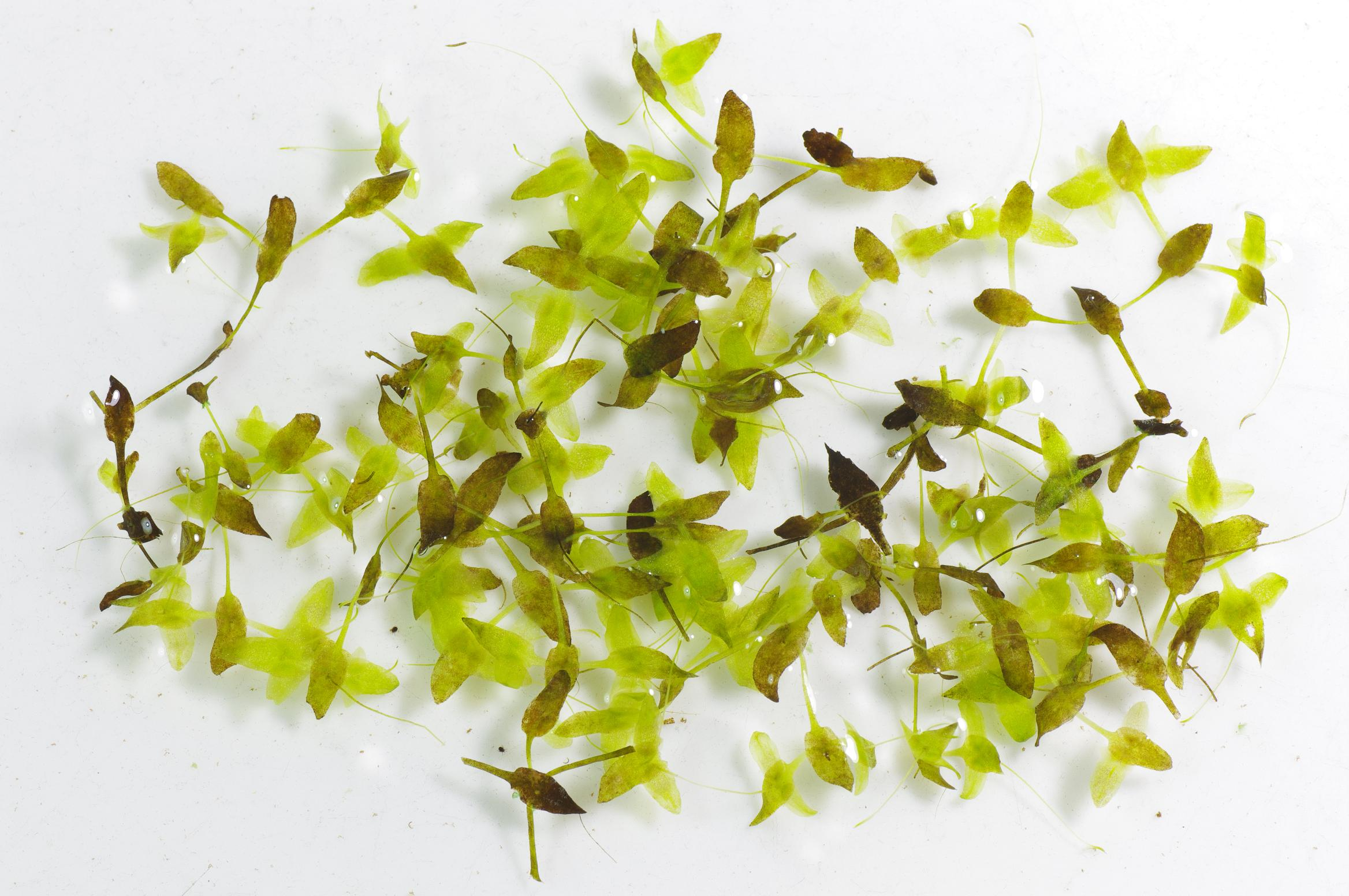